# Оборона Лазаревского форта
Оборона Лазаревского форта (форта Лазарева) — происходила 7 (19) февраля 1840 года в период Кавказской войны во время восстания в том году черкесов. При штурме форта горцами был успешно использован фактор внезапности. После 3-часового боя укрепление было ими взято, а гарнизон форта почти полностью истреблён.

## Предыстория
Лазаревский форт был построен в 1839 году на восточном побережье Чёрного моря в устье реки Псезуапсе. В том же 1839 году население Северо-Западного Кавказа сильно пострадало от неурожая. В декабре группа конных горцев выехала из близ лежащего ущелья и попыталась угнать пасшийся за рвом ротный порционный скот, однако гарнизон своевременно выбежал из форта и отогнал горцев, которые тут же скрылись.
Воинским начальником Лазаревского форта в то время состоял командир 4-й мушкетёрской роты Тенгинского пехотного полка капитан Марченко, который крайне пренебрегал необходимыми мерами осторожности. М. Ф. Фёдоров со слов бежавшего из плена унтер-офицера писал:
…без всяких соображений, принимая приезжавших к нему горцев, старался с ними сблизиться, сдружиться и заслужить их расположение; а потому допускал кунаков своих не только осматривать все внутреннее расположение укрепления: казармы, склады, вооружение, но даже, когда от дождей и времени осели наружные покатости бруствера, особенно при тур-бастионах, и контр-эскарпы местами обрушились, он сам, воинский начальник укрепления, вместе с приезжавшими к нему из горцев гостями, под веселый час, не слушая советов молодых офицеров, спускался в ров и взбегал на гласис, показывая тем свою ловкость и молодечество.— М. Ф. Фёдоров. «Походные записки на Кавказе с 1835 по 1842 год».
По сообщению иностранца А. Жан-Бермена, некий убых по имени Шоген-муса похитил девушку и из опасения мести бежал с ней к русским в Лазаревский форт. В нём он проживал в течение 3 месяцев и, войдя в полное доверие коменданта форта капитана Марченко, ночью свободно покидал форт и воровал у убыхов скот и пр. Узнав о восстании черкесов, Шоген-муса, в обмен на прощение и возможность вернуться на родину, пообещал «передать» им этот форт.
По словам одного из гарнизонных офицеров, комендант Лазаревского форта был в близких дружеских отношениях с одним из ближайших черкесских князей, которого часто принимал к себе, а за три дня до гибели форта пригласил его на гарнизонный праздник. Во время пира они ходили по укреплению и, воспользовавшись этим, черкесский князь, кроме прочего, сумел сосчитать в казарме количество штыков.
Черкесский уздень из Пшады Керзек-Мехмед (информатор Л. М. Серебрякова), находившийся при взятии Лазаревского форта, впоследствии передавал, что за два дня до запланированного нападения горцы подослали в форт под предлогом меновой торговли двух соглядатаев, которые мимоходом осмотрели вал на предмет его преодоления, и выявили, что взобраться на него без дополнительных для этого средств не составит особого труда.
Кроме этого, как показал выкупленный из плена рядовой 4-й роты Тенгинского пехотного полка Ефим Комаровский (Комаревский), во время его нахождения в плену он «слышал через беглых русских», что проводниками у горцев при нападении на Лазаревский форт также были неизвестные беглые линейные казаки. То же самое в своих показаниях передавали 3-й мушкетёрской роты Тенгинского полка Ян Вертохович и 7-й мушкетёрской роты того же полка Иван Васильев

## Силы сторон

### Русские
Гарнизон Лазаревского форта состоял из 4-й мушкетёрской роты Тенгинского пехотного полка и команды казаков Азовского казачьего войска. Также в укреплении находилось 8 различного типа морских орудий. В форте, как и по всем гарнизонам Черноморской береговой линии, была высокая смертность из-за болезней, вызванных местным климатом. Так в предыдущем 1839 году за 9 месяцев из 200 человек Лазаревского гарнизона в живых оставалось 108 человек (включая больных). К февралю 1840 года вместо предписанных для несения гарнизонной службы в Лазаревском форту 1530 человек, в нём на лицо было 78 человек.
По словам рядового Е. Комаровского, гарнизон на момент взятия его горцами состоял из 4 офицеров, 160 нижних чинов и 20 казаков. То же число передают Ф. А. Щербина и А. В. Фадеев. Из общего его числа 80 человек были сильно больны. Из этих сведений следует, что боеспособных могло быть 104 человека.
По сообщению А. Юрова в гарнизоне находилось 5 офицеров, 15 унтер-офицеров, 160 рядовых и 12 казаков. За исключением больных (около 80 чел., в том числе бо́льшая часть артиллеристов) и слабых при роте, под ружьём оставалось не более 70 человек.
К. П. Белевича писал, накануне штурма в гарнизоне под ружьём вместе с унтер-офицерами находилось до 70 человек и до 30 лежало в лазарете. Кроме этого, к тому времени 11 человек дезертировали и многие умерли от болезней (до 30 чел. в месяц). Весь гарнизон разделялся на две смены ночного караула. Бывшие в 4-й роте Тенгинского полка 2 юнкеров из-за нехватки людей снаряжались в караул за рядовых.
В своём рапорте на имя начальника Кавказской линии генерал-адъютанта П. Х. Граббе от 18 февраля 1840 года начальник Черноморской береговой линии генерал-лейтенант Н. Н. Раевский указывал, что вместе с подкреплением в форте Лазарев под ружьём находилось 60 человек:
Я доносил уже в. пр., что контр-адм. Серебряков, узнав, что в форте Лазарев находится только 30 чел. под ружьем, немедленно отправил все, чем он мог располагать, т. е. 30 чел. из Геленджикского гарнизона. Я ныне получил известие, что сии люди прибыли еще до взятия форта Лазарева; но что́ могли сделать 60 человек для защиты форта, вооруженного морскими орудиями, из которых одно тридцать человек едва только могут повернуть? Сие подкрепление погибло с Тенгинскою ротою, составлявшею гарнизон форта Лазарева. Что́ могли сделать 60 чел., когда 200 едва могли защитить Навагинское укрепление, вооружённое крепостною артилериею, лишась при сем случае почти всех офицеров.— Из рапорта ген.-л. Раевского ген.-адъют. Граббе, от 18 февраля 1840 года, № 6 — Секретно.
Офицерский состав:
- капитан Марченко — командир 4-й мушкетёрской роты Тенгинского пехотного полка.
- подпоручик П. Фёдоров (2-й) — субалтерн-офицер 4-й мушкетёрской роты Тенгинского пехотного полка.
- прапорщик В. Фёдоров (3-й) — субалтерн-офицер 4-й мушкетёрской роты Тенгинского пехотного полка (Павел и Владимир Фёдоровы были родными братьями[17]).
- прапорщик Бурачков — Кавказского сапёрного батальона.
- хорунжий Черкобаев — Азовского казачьего войска.

Также:
- штабс-лекарь Федерлей — батальонный лекарь Тенгинского пехотного полка[20].

### Горцы
Черкесское ополчение, напавшее на Лазаревский форт, состояло из разных племён (убыхи, абадзехи, натухайцы, шапсуги), живших в прибрежных районах и на северном склоне гор. Предводительствовали ими убыхские лидеры Хаджи-Догомуко (Исмаил) Берзек, его племянник Биарслан-Асхасоко Берзек, джубский уздень Зиги-Оглу-Мехмед-Али (сын джубгского князя) и другие лидеры горских племён. Общая их численность в разных источниках варьируется от 1,2 до 5 тыс. человек.
А. В. Фадеев писал, что горцев собралось до 1,2 тыс. человек. По словам рядового Е. Комаровского форт атаковало около 1,5 тыс. черкесов. На то же число указывает и ряд историков. По сообщению командующего Черноморским флотом вице-адмирала М. П. Лазарева на форт напало 3 тыс. горцев. Начальник 1-го отделения Черноморской береговой линии контр-адмирал Л. М. Серебряков писал начальнику той линии генерал-лейтенанту Н. Н. Раевскому, что по донесению черкесского узденя Керзек-Мехмеда число горцев доходило до 5 тыс. человек. То же число приводит и К. П. Белевич.

## Оборона
В ночь на 7 февраля Шоген-Муса покинул Лазаревский форт и к рассвету подвёл авангард повстанцев, состоявший из убыхов, к форту. Пользуясь правом свободного входа, он вошёл в него и убил часового. С его помощью в форт проникли и другие горцы, которые перебили остальных 15 часовых. Следом к форту с трёх сторон подступили остальные силы горцев и без потерь взобрались на вал.
Вышедший с рассветом из казармы на середину площадки дежурный барабанщик принялся бить «утреннюю зарю», но, увидев на валах горцев, тут же ударил в барабан «тревогу». По воспоминаниям рядового Е. Комаровского, один из часовых успел произвести выстрел. Гарнизон, не одевшись и похватав только ружья с патронташами, выбежал из помещений.
Разделившись на три группы, пехотинцы под руководством капитана Марченко, прапорщика Бурачкова, а также братьев поручика и прапорщика Фёдоровых устремились в атаку на три фаса занятых горцами, которые укрывшись за турами, открыли плотный ружейный огонь, положив больше половины атаковавших. Оставшиеся из числа последних ринулись назад и укрылись от пуль за казармами. Горцы в свою очередь устремились на них и между строениями завязалась рукопашная схватка, «солдаты пошли на штыки, а черкесы на шашки и кинжалы». Бой, однако, длился не более ¼ часа, в ходе которого почти весь гарнизон «лёг на месте».
В то же время группа бойцов, включая около 10 высвобожденных из гауптвахты, после ружейного залпа штыковой атакой сумела под руководством коменданта форта капитана Марченко сбросить неприятеля с одного из участков оборонительного вала, однако, по выражению Д. В. Раковича, — «это был минутный успех», так как, к тому времени в других местах горцы уже перескочили бруствер и ворвались в укрепление. Чтобы не оказаться окружённым, Марченко пробежал между строениями у западного фаса и через потерну выскочил в прикрытую эполементом траншею, соединявшую укрепление с блокгаузом. Однако там он наткнулся на крупную группу горцев. С шашкой в руках, по выражению К. П. Белевича, — «он как безумный врубился в толпу», и был ими изрублен. По некоторым сведениям, коменданта, «после долгого сопротивления, притащили на вал и иссечённого шашками зарыли в землю». По сообщению М. Ф. Фёдорова, — капитана Марченко «изрубили в куски» узнавшие его «несколько человек из числа знакомых ему кунаков».
Несколько бойцов гарнизона, укрывшись в одном из строений, длительное время отстреливались из его окон. Горцам в конце концов удалось зажечь его, и те, кто не успел выбраться из того строения сгорел в нём.
Между тем, остатки гарнизона отступили к находившейся у выхода из укрепления 3-й (южной) батарее со стороны моря, которую ещё по тревоге заняли артиллеристы. Там находилось три артиллерийских морских орудия: одно медное на полевом лафете у ворот и два чугунных на валу того же фаса. Артиллеристы с пехотинцами с трудом развернули те орудия в сторону форта и успели произвести по горцам 5 выстрелов: первые 2 — ядрами, так как они уже были ими заряжены, и 3 — картечью. Окружённые с разных сторон защитники батареи были перебиты или взяты в плен. В числе последних, по одним сведениям — прапорщик В. Фёдоров, получивший пулевое ранение в бок; унтер-офицер Рантон, получивший ранение кинжалом и удар прикладом; и 15 рядовых. По другим сведениям на южной батарее в плен было взято 9 человек.
Достаточно длительное время оборонялась команда казаков Азовского казачьего войска под началом хорунжего Черкобаева, занимавшая находившийся между морем и фортом блокгауз. Отстреливаясь из его бойниц из ружей и успев произвести 10 выстрелов из имевшегося у них орудия, они отбили две атаки горцев, нанеся им существенные потери. Во время третей, «решительной» атаки, последним удалось зажечь блокгауз. Половина казаков погибла, а половина была взята в плен.
После 3-часового боя, форт (включая блокгауз) были окончательно взяты горцами. Вынеся из него порох, оружие, амуницию, провиант и прочее, а также тела своих погибших, черкесы подожгли его. В тот же и последующие дни родственники павших горцев приезжали на арбах, чтобы забрать их тела.

## Потери

### Русские
По показаниям Е. Комаровского, всего в плен было взято 40 человек, из них — 30 рядовых и 10 казаков. Исходя из общей численности гарнизона в 184 солдат и офицеров, представленной Е. Комаровским, число погибших должно составить 144 человека.
Ф. А. Щербина сообщал, что в форте державшиеся некоторое время отдельной группой 30 рядовых были взяты в плен живыми. Из находившихся в блокгаузе на берегу моря 10 здоровых казаков — 5 убиты, а 5 взяты в плен.
По сообщению А. Юрова горцы увели около 20 пленных, по большей части израненных. М. И. Шишкевич писал, что почти весь гарнизон был уничтожен, а в плен уведено не более 16 человек. М. Ф. Фёдоров сообщал, что пленных взято не более 10 нижних чинов (в том числе подпрапорщик Д. Ксархаки и унтер-офицер из вольноопределяющихся Рантон) и офицер (прапорщик В. Фёдоров), «остальные частью погибли от рук неприятеля, частью в пламени».

### Горцы
По словам участвовавшего в штурме форта узденя Керзек-Мехмеда, он сам насчитал до 50 убитых и 150 тяжелораненых горцев, «кроме тех, о коих ему не известно». Также, по его словам, во время битвы в самом укреплении погиб один из главных предводителей ополчения — известный джубский уздень Зиги-Оглу-Мехмед-Али (сын джубгского князя).
По показаниям Е. Комаровского, горцы потеряли убитыми «по крайней мере 150 чел. и гораздо больше ранеными». На то же число убитыми указывает и А. Юров. Исходя из этого числа, он также констатирует, что, несмотря на внезапность атаки горцев, их пришлось «по два трупа на каждый штык гарнизона в момент штурма».

## Последствия
После падения Лазаревского форта русскому командованию стало очевидным, что оборонительные возможности и вооружение форта совершенно не отвечают требованиям несения службы на Черноморской береговой линии и то, что необходима его модернизация в плане «усиления защитных свойств, огневой мощи и численности гарнизона».
22 мая 1840 года после непродолжительной артподготовки русской эскадрой побережья у устья реки Псезуапсе, начавшейся в 8:00 часов утра, на берег высадился десант. Сразу построившись в колонны, он без единого выстрела занял разрушенное укрепление. Горцы не решились организовывать оборону побережья, и лишь ограничились наблюдением за высадкой небольшими группами с близлежащих гор. Ввиду этого десантная операция была проведена без каких-либо потерь.
Войдя в разрушенный форт, солдатам представилась «ужасающая картина». По всему форту лежали останки обезглавленных тел бойцов павшего гарнизона. Лейтенант с линейного корабля «Силистрия» И. Н. Сущов (Сущёв), участвовавший в той десантной операции, писал:
Ужасную картину представила нам внутренность укрепления <…> Строения сожжены, срыты и одни изуродованные и обезглавленные трупы падшего гарнизона оставлены были на страшных развалинах. Тот час собрали эти трупы и части их, все до единой, и при церковном параде действующего отряда совершено погребение и теплая единодушная молитва: «О братиях, во брани убиенных».— Из записки лейтенанта И. Н. Сущёва об укреплениях Черноморской береговой линии.
По всему укреплению было собрано около 50 черепов и множество костей погибших солдат и офицеров. Над ними отслужили панихиду и предали земле. В центре укрепления также вырыли закопанные горцами два орудия. В тот же день начались и работы по восстановлению форта по проекту, составленному в Инженерном ведомстве Русской армии в Санкт-Петербурге, с допустимыми незначительными отклонениями при учёте местности.
Ожидая неминуемой мести со стороны русских, горцы близлежащих аулов с раннего утра 23 мая принялись собирать вещи и уходить в горы. 28 мая крупный русский отряд направился в горы и полностью уничтожил 12 черкесских поселений, после чего горцы других аулов бежали дальше в горы.